# Tomás Luis de Victoria
Tomás Luis de Victoria (født 1548, død 27. august 1611) var en spansk komponist, der regnes som den betydeligste i sit land i det 16. århundrede. Han var sammen med Giovanni Pierluigi da Palestrina og Orlando di Lassi den vigtigste komponist under modreformationen. Udover at virke som komponist var Victoria også en anerkendt sanger og organist, skønt han foretrak at skrive musik.